# Ingrid Elofsdotter
Blahoslavená Ingrid Elofsdotter († 2. září nebo 9. září 1282) byla švédská převorka. Roku 1272 založila opatství Skänninge, patřící Řádu bratří kazatelů. Její svátek připadá na 2. září.
Narodila se jako dcera Elofa, šlechtice z Östergötlandu. Měla nejméně dva bratry Anderse a Johana. Johan působil v Řádu německých rytířů. Provdala se za šlechtice známého jako Sir Sigge, který pravděpodobně zemřel roku 127. Během života Ingrid podnikala poutní cesty do Santiaga de Compostela, Jeruzaléma a Říma. Zemřela 9. září roku 1282.
Po její smrti, roku 1282, se její relikvie staly předmětem úcty.  Na kostnickém koncilu byla podána žádost o její blahořečení. V roce 1499 Alexander VI. souhlasil s translací, která se konala v opatství Skänninge roku 1507.